# Mario Chitaroni
Mario Brian Chitaroni (* 11. Juni 1967 in Cobalt, Ontario) ist ein ehemaliger italo-kanadischer Eishockeyspieler, der in seiner aktiven Zeit von 1984 bis 2009 unter anderem für die Eisbären Berlin und Nürnberg Ice Tigers in der Deutschen Eishockey Liga gespielt hat.

## Karriere
Mario Chitaroni begann seine Karriere als Eishockeyspieler bei den Sudbury Wolves, für die er von 1984 bis 1987 in der kanadischen Juniorenliga Ontario Hockey League aktiv war. Anschließend spielte der Angreifer drei Jahre lang für die Flint Spirits in der International Hockey League, wobei er in seinem dritten Profijahr überwiegend für die New Haven Nighthawks in der American Hockey League zum Einsatz kam. Von 1989 bis 1993 spielte er für den HC Alleghe in der italienischen Serie A1. Mit seiner Mannschaft gewann er in der Saison 1992/93 die Alpenliga. Im Anschluss an diesen Erfolg wechselte er innerhalb der Serie A1 zum HC Devils Milano, mit dem er in der Saison 1993/94 auf Anhieb Italienischer Meister wurde. Zur Saison 1994/95 kehrte er in nach Nordamerika in die IHL zurück und spielte dort für die Houston Aeros. Daraufhin wurde er von AS Varese Hockey verpflichtet, mit dem er 1995 nach einem 4:3-Finalsieg über den HK Metallurg Magnitogorsk aus Russland den IIHF Federation Cup gewann. 
Von 1996 bis 2000 spielte Chitaroni für die Eisbären Berlin in der Deutschen Eishockey Liga. Die folgenden beiden Spielzeiten verbrachte er bei deren Ligarivalen Nürnberg Ice Tigers. Von 2002 bis 2007 lief er für den HC Milano Vipers in der Serie A1 auf und wurde mit der Mannschaft in den ersten vier Spielzeiten jeweils Italienischer Meister. In den Jahren 2004 und 2005 gewann er mit den Vipers zudem die Coppa Italia sowie 2006 die Supercoppa Italiana. Zuletzt trat der Italo-Kanadier von 2007 bis 2009 für seinen Ex-Klub HC Alleghe in der Serie A1 an. 

### International
Für Italien nahm Chitaroni an den Weltmeisterschaften der Division I 2004 und 2005 sowie den Weltmeisterschaften 1992, 1993, 1994, 1995, 1996, 1997, 2000, 2001, 2007 und 2008 teil. Zudem stand er im Aufgebot seines Landes bei den Olympischen Winterspielen 2006 in Turin.

## Erfolge und Auszeichnungen
| - 1993 Alpenliga-Gewinn mit dem HC Alleghe - 1994 Italienischer Meister mit dem HC Devils Milano - 1995 IIHF Federation Cup mit AS Varese Hockey - 2003 Italienischer Meister mit dem HC Milano Vipers - 2004 Italienischer Meister mit dem HC Milano Vipers | - 2004 Coppa Italia mit dem HC Milano Vipers - 2005 Italienischer Meister mit dem HC Milano Vipers - 2005 Coppa Italia mit dem HC Milano Vipers - 2006 Italienischer Meister mit dem HC Milano Vipers - 2006 Supercoppa Italiana mit dem HC Milano Vipers |

### International
- 2005 Aufstieg in die Top-Division bei der Weltmeisterschaft der Division I